# 海流発電
海流発電（かいりゅうはつでん）または潮流発電（ちょうりゅうはつでん）は、海流による海水の流れの運動エネルギーを水車、羽根の回転を介して電気（電気エネルギー）に変換させて発電させる方式である。海中に海流発電機を設置する。エネルギー変換効率は20～45％と比較的高い。潮力発電とともに、海水を利用する発電で、「海流」を「海水の流れ」とすれば、潮汐流による潮力発電も海流発電の一種である。
海流は太陽熱と偏西風等の風により生じる大洋の大循環流であり、地球の自転と地形によりほぼ一定の方向に流れている。幅100km、水深数百mと大規模である。日本では後述のように、2017年夏に実証実験が行われた。日本列島周辺には黒潮が流れており、八重山諸島、トカラ列島、足摺岬、八丈島など沖合が海流発電の候補海域である地域が多く存在する。

## エネルギー特徴
海流には世界中では年間数百TWhのエネルギーが存在するとされている。黒潮に関しては、東経139度（伊豆半島沖）、北緯32.5～34度（約150km）、水深50mの断面におけるエネルギーポテンシャルは、2.1GWという見積もりがある。
世界の代表的な海流は、黒潮、メキシコ湾流（北大西洋海流）、南インド海流等であり、流速が速く流量が多い。
- 黒潮
- 親潮
- 北太平洋海流
- 北赤道海流
- 赤道反流
- 南赤道海流
- 南インド海流
- 南大西洋海流
- 北大西洋海流
- 南極海流
- カリフォルニア海流

## クリーン性
CO2を排出しないため、環境負荷が極めて小さい。

## 安定性
風力発電や、太陽光発電のように天候に左右されない。また、空気と比べると海水の密度は1000倍近く大きいため、発電源として比較的安定している。

## 実現可能性
これまで海流発電は、タービン翼の製造コストが高いこと、タービンが鋳造品である場合は製造できる大きさに限界が発生すること、（直径11m程度）FRP品の場合は強度に不安があること等から、実用化には増速器等の装置や流速を上げる施設が要求され、大きな障壁となっていた。しかし、技術の進歩や原油価格の高騰によって経済的に実現可能性が見えてきており、風力発電とコスト競争できる環境が整ってきている。

## 海流発電機の種類
海流発電に利用される羽根、タービンは風力発電と同様に、回転軸の方向によって、「水平軸型」・「垂直軸型」の2種類、また回転ではなく振動によって発電する形式の「振動水中翼型」を用いる場合もある。

### 水平軸型タービン
海水の流れに対して水平な回転軸に取り付けた、通常は2～3枚の羽根（ブレード）が回転して発電する。最も代表的な方式は風力発電と同様、プロペラ式である。

### 垂直軸型タービン
回転軸が海水の流れに対して垂直であるタービンで、ダリウス式、サボニウス式が代表的である。流れの依存性が少なく、一般的にブレードの製造がプロペラ式に比べて容易である等の利点がある。

### 振動水中翼型
海水の流れによって水中翼の角度が変わり、揚力と抗力が生じて振動を引き起こす。この振動によって発電する方式である。

## 各国の取り組み

### イギリスの取り組み
イギリス北部のペントランド海峡にヨーロッパ最大の海流発電所を建設する計画を進めている。2014年に建設を開始し、第一段階は2015年～2016年までに86MWのタービンを海中に設置し、第二段階として2020年までに400MWへ拡張する設置するプランとなっている。

### 日本の取り組み
一般財団法人エンジニアリング振興協会によりMWh級海流発電システムの実用化に向けて検討が行われているほか、青森県大間崎における潮力発電の構想がある。
2015年頃から東京大学やIHIなどの国内研究機関や工業メーカーも装置開発に着手しており、このうちIHIは40mのプロペラ装置を海中に沈め、海底の支持物からワイヤーで固定して海流に漂わせる方式を採用している。
IHIはこうした水中浮遊式海流発電システムの100kW級実証機「かいりゅう」を完成させ、2017年夏に国立研究開発法人・新エネルギー・産業技術総合開発機構（NEDO）とともに、口之島（鹿児島県十島村）沖の黒潮を利用したテストを実施した。実際の海における100kW級海流発電の実験は世界初であった。
2019年7月25日、IHIは鹿児島県沖の黒潮で水中浮遊式の海流発電システムの実証実験を1年以上にわたり実施すると発表。前回、2017年に行われた1週間程度の短期実験とはことなり、2019年からの実験は長期で耐久性などを調査する。
また行政においても、政府が平成25年4月に「海洋基本計画」を閣議決定して実証実験海域を公募したことから、和歌山県が紀伊半島沖で黒潮を利用した海流発電計画の実施に向け検討委員会を設置した。

#### MWh級海流発電
一般財団法人エンジニアリング振興協会は、2MWhの海流発電システムの事業化をめざし開発を進めている。新たに開発されたループ型タービンを用いたMWh級の海流発電システムの基本設計等のフィージビリティスタディや1/50スケールの水槽試験が行われている。平成23年度以降に実証実験の実施を目指している。
ループ型タービンは本来、風力発電用に開発されたものであるが、海流発電のタービンへの応用が検討されている。

#### 問題点
平成25年に和歌山県が設置した検討委員会は、候補地の一つとして挙がっている同県串本町の沖合について、船舶往来の主要ルートであり航行への影響を懸念して調査している。
また主要海流の周辺には豊富な漁場も多数あり、海流発電の装置や発電方法そのものがそれらにどのような影響を及ぼすか不確定で対策も進んでいない現状もある。
発電の要となる海流も年によって流れる場所や強さが大きく変化しているという海洋調査データもあり、海流をどこまで効率的に捉えて安定的な発電ができるかも課題となっている。